# 普林斯顿国际数理学校
普林斯顿国际数理学校 (PRISMS)是一所位于美国新泽西州普林斯顿的男女同校、走读兼寄宿学校，为九至十二年级的高中生提供教育。学校提供数学、科学和工程课程，以及许多人文及语言课程。学校旨在帮助学生为从事科学、技术、工程和数学 ( STEM ) 领域的职业做好准备。
学校还非常重视培养学生的批判性思维、解决问题的能力和沟通技巧。学校的教职员工包括经验丰富的教育工作者和研究人员，他们致力于为学生提供具有挑战性和支持性的学习环境。
该学校的录取竞争激烈，学校招收来自全球的多元化学生群体。学校在为学生进入美国和国际大学做准备方面有着优良的记录。截至2021-22学年，学校有 118 名学生和 24 名任课教师，师生比为 1:4.9。 
此学校由姜柏荣于2013年创立。学校曾宣布计划花费2000万美元扩大学校并扩招至 300 名学生。 

学校占地6.41英畝（2.59公頃）。该学校位于原美国男孩合唱团学校的分区，最多可容纳82名学生，并且附近的居民表示反对学校的扩建计划。 
1. ↑  prismsus.myschoolapp.com
2. ↑  Offredo, Jon. . The Times of Trenton. February 15, 2013  [2023-04-22]. （原始内容存档于2018-11-12）.
3. ↑  Knapp, Krystal. . Planet Princeton. May 7, 2015  [2023-04-22]. （原始内容存档于2023-04-19）.

- 官方网站 （页面存档备份，存于）
- 学校相关信息 （页面存档备份，存于）